# Терстеген, Герхард
Ге́рхард Терсте́ген (также Терстееген, нем. Gerhard Tersteegen, Геррит тер Стеген, нидерл. Gerrit ter Steegen, Герхард цум Стеген, в.-нем. Gerhard zum Stegen; 25 ноября 1697, Мёрс, герцогство Нассау — 3 апреля 1769, Мюльхайм-ан-дер-Рур) — немецкий протестантский мистик, проповедник и поэт, писавший на немецком и нидерландском языках.

## Биография
Герхард (Герард) Терстеген родился 25 ноября 1697 года в Мёрсе (ныне федеральная земля Северный Рейн — Вестфалия) в семье небогатого купца Генриха Терстегена и Конеры Марии, урождённой Триболер. Крещён 1 декабря 1697 года в Реформатской Церкви. Седьмой из восьми детей в семье. Отец Герхарда умер в сентябре 1703 года.
С 1703 по 1713 год Терстеген обучался в латинской гимназии, существующей в Мёрсе и поныне (Gymnasium Adolfinum Moers). Особенные способности мальчик проявлял в области языков. В 1715 году на Пятидесятницу был конфирмирован в городской церкви Мёрса. Хотел продолжить обучение в университете и учиться теологии, но у матери-вдовы не было на это средств. По её воле Терстеген был в 1713 году определён учеником к её родственнику (мужу сестры) Матиасу Бринку в г. Мюльхайм-ан-дер-Рур. Герхард должен был овладеть профессией купца. Но это было против его внутреннего устроения: с ранних лет он тяготел к внутренней религиозной жизни, к молитве и одиночеству. За исключением своего старшего (на два года) брата Иоанна, его религиозные устремления не находили сочувствия и понимания в семье. На становление внутреннего мира и церковно-религиозных убеждений Терстегена решающее влияние оказал теолог Вильгельм Хоффман, возглавлявший в Мюльхайме внебогослужебный религиозный кружок. Из-за своего обособления от официальной церкви Хоффман не был допущен к пасторскому служению. В кружке Хоффмана в центре внимания были мистические сочинения французского квиетизма, сыгравшие решительную роль в формировании духовности Терстегена. Также на него оказали сильное влияние испанские мистики (в особенности Иоанн Креста), книга «Об истинном христианстве» Иоганна Арндта и немецкий пиетизм.
В 1717 году Терстеген окончил своё обучение у Бринка, но купцом не стал. Он избрал себе профессию ленточника (изготовителя шёлковых лент) и жил одинокой жизнью в молитве и воздержании. с 1719 по 1724 гг. Терстеген переживал сильный внутренний религиозный кризис, сопровождавшийся тяжёлыми телесными болезнями. Период духовных испытаний закончился в Великий четверг 1724 года неким внутренним просвещением, когда он, следуя достаточно распространённой квиетистской традиции, написал собственною кровью документ, в котором всецело предавал себя Господу Иисусу Христу. С этого времени началось служение Терстегена как духовного наставника и душепопечителя. С 1728 года он полностью посвящает себя этой деятельности. Он пишет многочисленные назидательные сочинения, духовные песни и стихи. Чрезвычайную ценность имеет переписка Терстегена, в ней он являет себя выдающимся учителем внутренней духовной жизни. В своём доме Терстеген организовывал внебогослужебные духовные беседы, привлекавшие множество слушателей. Много времени Терстеген, несмотря на своё слабое здоровье (страдал постоянными головными болями, болезнью глаз и др.), проводил в разъездах по Рейнской Германии и Голландии с душепопечительскими целями. К старости эти поездки постепенно прекратились.

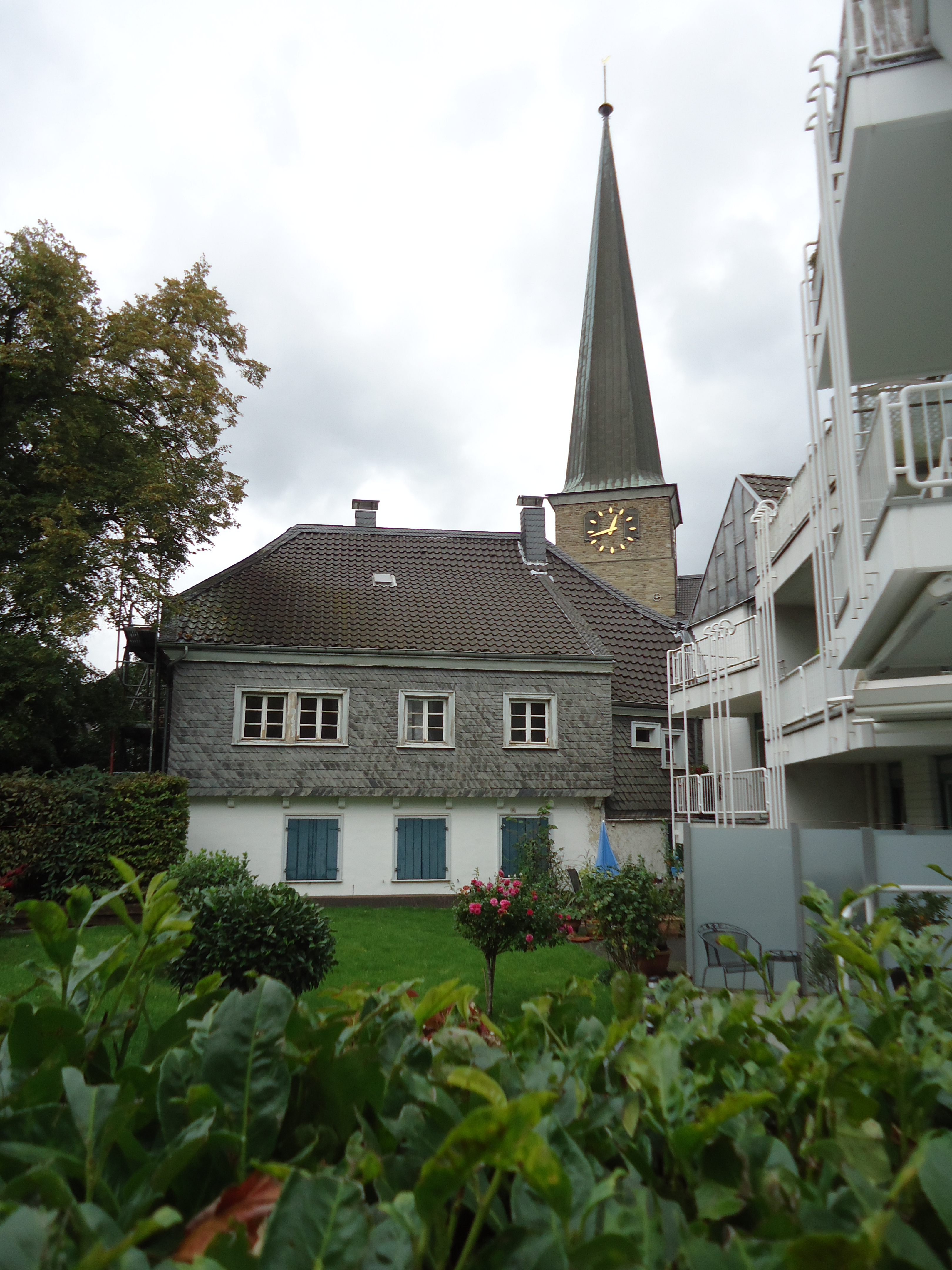
Дом Терстегена с видом на Petrikirche

Большое значение в жизни Терстегена имела благотворительность. Через его руки проходили порой весьма существенные денежные средства, которые ему жертвовали многочисленные почитатели. Все эти деньги Терстеген употреблял для помощи бедным; в частности, он занимался производством лекарств и оказывал неимущим бесплатную медицинскую помощь. Сам он жил в крайнем воздержании.
Интенсивная, чрезвычайно напряжённая и богатая внутренняя мистическая жизнь Терстегена не сочеталась с официальной церковностью и далеко превосходила её. Поэтому Терстеген не принимал участия в таинствах и церковных богослужениях. При этом он всегда подчёркивал, что это его личный выбор; церковный сепаратизм он никогда не проповедовал и к нему никого не принуждал. Впрочем, в последние годы жизни его позиция смягчилась, и он стал иногда посещать богослужения.
В 1754 г. по поручению Фридриха Великого в Мюльхайм прибыл член верховной консистории Пруссии Юлиус Хекер, чтобы проверить проповедь и пастырскую работу Терстегена на предмет соответствия церковному учению. По результатам проверки деятельности Терстегена была дана положительная оценка. Между Терстегеном и Хекером завязалась дружба, и в 1761 г. Хекер тайно просил Терстегена дать отзыв на философские сочинения Фридриха II. В связи с этим в 1762 г. Терстеген написал и издал одно из своих самых значительных сочинений — «Мысли о сочинениях философа из Сан-Суси».

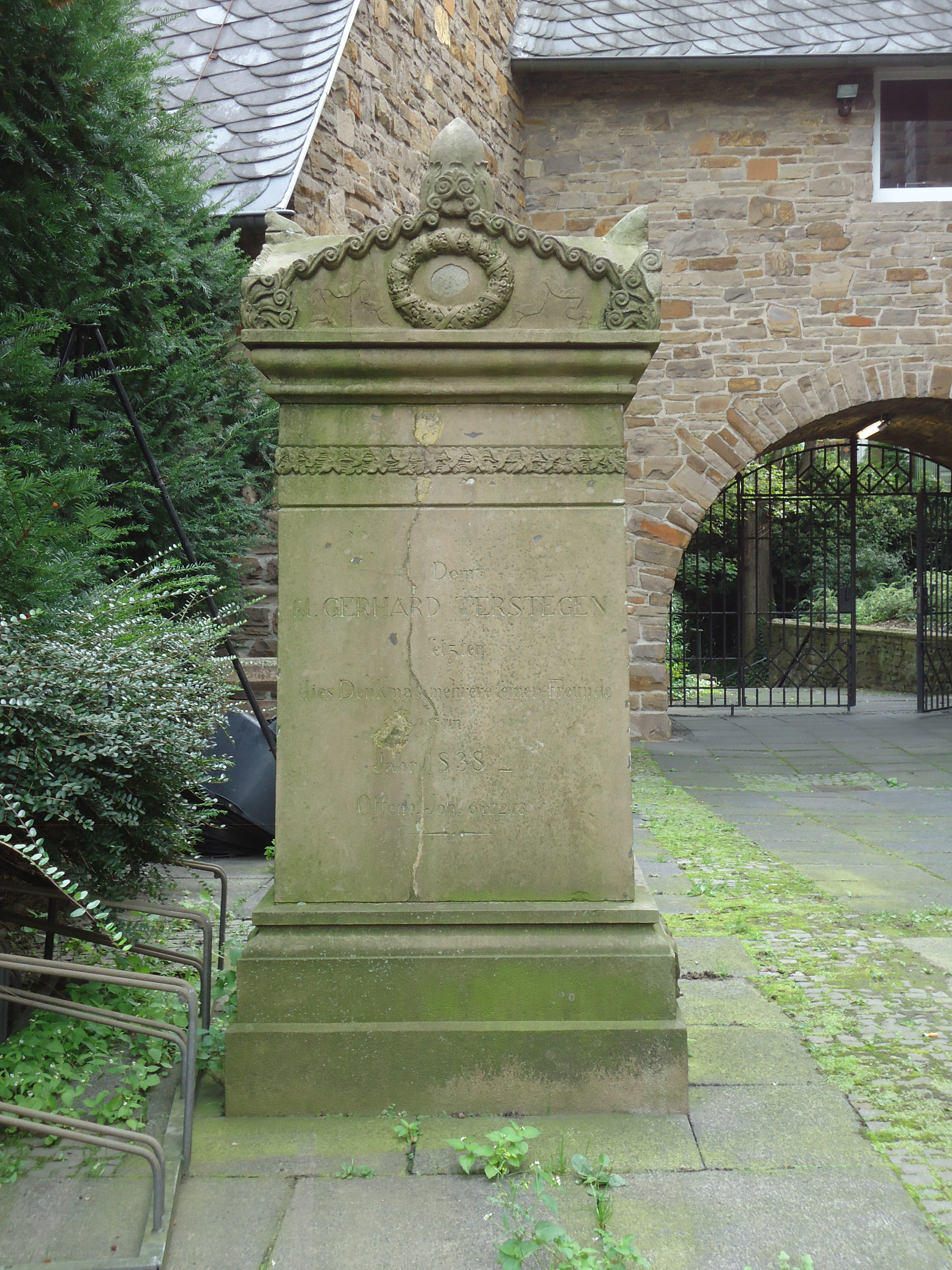
Памятник Терстегену (1838 г.) близ места предполагаемого захоронения во дворе Petrikirche

Постепенно слабея, Терстеген жил у себя в доме в Мюльхайне, не прекращая активной писательской работы. Незадолго до смерти Терстеген написал так наз. «Завещание», в котором в общепринятых богословских терминах, опираясь на Библию и на Гейдельбергский катехизис, подтвердил свою принадлежность протестантизму и Реформатской Церкви. Умер от отёка лёгких 3 апреля 1769 г. Похоронен возле Petrikirche, могила не сохранилась.

## Богословские и пастырские воззрения
Терстеген принадлежал к Реформатской Церкви, никогда не меняя своей конфессиональной принадлежности. Когда его упрекали в симпатии к католицизму, он отвечал: «я — протестант». Это не было пустыми словами: основные принципы протестантизма — спасение только верой и опора на Священное Писание — Терстегеном полностью разделялись. Но от умозрительного богословия, а тем более внутри- и межконфессиональных споров Терстеген был далёк. Главное в его богословии — это не отвлечённая вера в те или иные теоретические положения, а живой опыт присутствия Бога в душе (Gottes Gegenwart). Обоснование и свидетельство этому духовному опыту жизни во Христе Терстеген находил не в вероучительных текстах и не в наличной действительности Реформатской Церкви, а в традициях 1) немецкой мистики (прежде всего здесь нужно упомянуть анонимный трактат XIV века «Немецкая теология», оказавший сильное влияние на всех протестантских мистиков — раннего Лютера, Вайгеля, Арндта), 2) французского квиетизма, в особенности Мадам Гюйон и 3) испанской католической мистики (Иоанн Креста). Несомненно влияние нидерландского (Йодокус ван Лоденстейн) и немецкого пиетизма (главным образом Готфрида Арнольда), а также кальвиниста Пьера Пуаре.
Терстеген никогда не имел намерения составлять какую-либо богословскую систему; всё его богословствование проистекает из конкретных случаев личного душепопечения. Терстеген опасался, что та или иная общая теологическая схема может помешать духовным советам в частных состояниях и нуждах людей. В силу этого богословствование Терстегена является исключительно пастырским, прикладным, служащим передаче внутреннего мистического опыта.
Согласно Терстегену, главная цель христианина — пребывать в живом присутствии Божием. Это богообщение, в полном соответствии с протестантской догматикой, является чистым даром Божиим, его невозможно каким бы то ни было образом «заработать» или «заслужить». Но это не значит, чтобы от человека в связи с этим совсем ничего не требовалось: он должен приготовить в себе место Богу, чтобы соответствовать этому дару. Эта подготовка осуществляется тремя способами:
1) отречением от всего, что не соответствует заповедям Божиим, не относится к «сфере Бога». Это отречение понимается радикально: христианин должен совершенно «опустошиться» и очистить себя от всего греховного и мирского и полностью предать себя Богу (Gelassenheit), ожидая Его посещения. Отстранение от всего (Abgeschiedenheit) — от мирской славы и чести, от стремления к богатству и благосостоянию, от зависимости от мнения людей, от пристрастия к родственникам и проч., и самоотречение (Selbstverleugung) — вот условия, при которых Бог взирает на человека и дарует Ему Своё присутствие;
2) готовностью и желанием смиренно терпеть все внешние и внутренние скорби (leiden), принимая их как благословение Божие. Из этого безропотного претерпевания всех страданий (особенное внимание уделяется здесь внутренним состояниям богооставленности, духовной сухости, «нечувствия» Бога) рождается состояние «дитя Божьего», на которое откликается Бог Своею благодатью;
3) молитвой. При этом молитва понимается не как внешнее церковное или личное молитвословие, а как внутреннее всецелое обращение человека к Богу (das innere Gebet) и непрестанное пребывание в Его соприсутствии, невозможное без наличия внутреннего состояния, указанного в предыдущих пунктах.

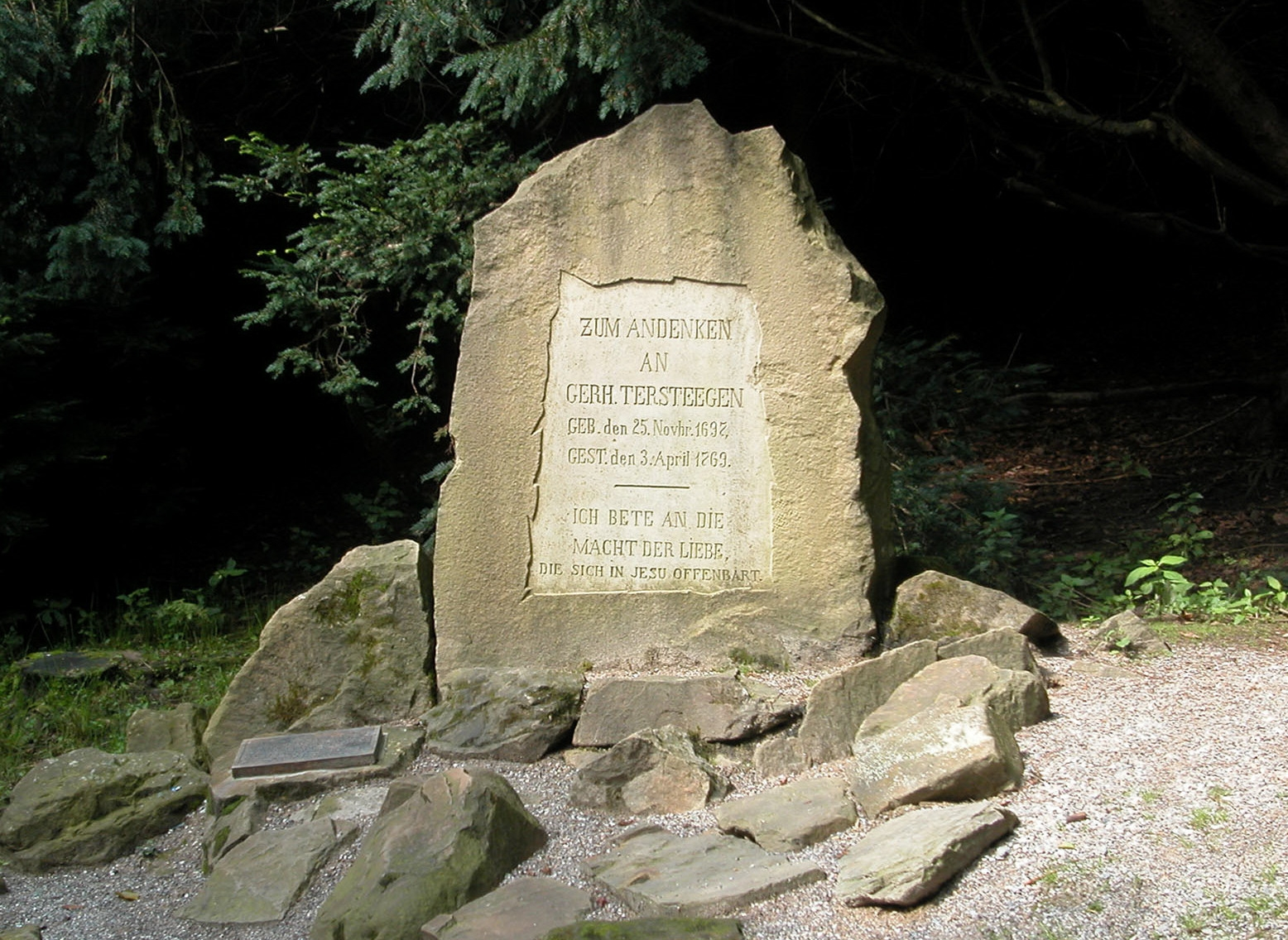
Памятник Терстегену в парке Witthausbusch г. Мюльхайма

Такое пастырское богословие является исключительно индивидуалистическим, и здесь сразу ставится вопрос о соотношении этой мистической педагогики с институциональной Церковью. По Терстегену, всё, что содержит Церковь, является лишь средствами, помогающими христианину проводить личную внутреннюю жизнь и приобретающими своё достоинство только тогда, когда с их помощью христианин приобретает духовные плоды, указанные в Священном Писании (напр. Гал. 5, 22-23: «Плод же духа: любовь, радость, мир, долготерпение, благость, милосердие, вера, кротость, воздержание», и мн. др.). Если человек употребляет церковные средства, а внутренней жизни и духовных плодов не имеет, то вся церковность совершенно теряет своё значение и вменяется ни во что. Как уже упомянуто выше, сам Терстеген в церковных богослужениях и Таинстве Алтаря не участвовал. «Нигде не испытывается и не подвергается бо́льшим издевательствам терпение и кротость Божия, как при молитве и богослужении наших сегодняшних христиан-по-имени», писал он. Относительно внутренней сути Церкви Терстеген придерживался взглядов Готфрида Арнольда, в свою очередь, очень схожих с воззрениями Валентина Вайгеля о «Невидимой Церкви». Терстеген считал, что все существующие христианские церкви как институции находятся в состоянии духовного падения. Но в каждой церкви есть истинные верующие, подлинные христиане, которые ищут Бога и последуют Ему в своей внутренней жизни. Терстеген писал: «Я полагаю, что в очах Божиих на земле люди делятся только на две части: на детей мира сего, в которых царствует любовь к земному, и на детей Божиих, в которых любовь Божия излилась Духом Святым, — и что Бог не обращает внимания ни на какие иные различия и именования у людей». Придерживаться чистого учения, по Терстегену, само по себе совершенно не является гарантией спасения и угодной Богу жизни. Вместе с тем Терстеген никого не призывал переходить из деноминации в деноминацию или уходить в расколы, составляя свои «истинные церкви». «Мистик имеет дело с гораздо более существенными вещами», — писал он.
Отношение к Священному Писанию у Терстегена совпадает с таковым Валентина Вайгеля (хотя его сочинения Терстеген не знал; здесь очевидна объективная общность мистической жизни во Христе). В Священном Писании мы находим подтверждение нашего внутреннего опыта, и наш внутренний опыт свидетельствует об истинности того, что открыл нам Бог в Писании.
Итак, мы видим в Герхарде Терстегене удивительное для Реформатской Церкви явление — живущего почти монашеской жизнью человека, принимающего опыт других христианских деноминаций и воспринимающего богословие в неразрывной связи с внутренней мистической жизнью во Христе. Поэтический талант и педагогическое дарование Терстегена позволили ему выразить этот богословский опыт в своей чрезвычайно успешной пастырской деятельности.

## Сочинения
Писательская деятельность Герхарда Терстегена осуществлялась в четырёх направлениях: 1) духовные гимны, песнопения и стихи; 2) трактаты и речи; 3) душепопечительские письма; 4) переводы мистических сочинений других авторов.
Первые две книги, вышедшие из-под пера Терстегена — переводные: «Книжечка об истинном благочестии» Жана де Лабади («Hand-Büchlein der Wahren Gottseligkeit» von Jean de Labadie, 1727) и «Сокровенная жизнь со Христом в Боге» французского мистика Жана Берньер-Лувиньи («Das verborgene Leben mit Christo in Gott» von Jean de Bernieres-Louvigny 1728).
C 1727 года по просьбе Вильгельма Хоффмана Терстеген начал проводить в своём доме внебогослужебные собрания, проповедуя и истолковывая Священное Писание и обсуждая те или иные особенности внутренней духовной жизни о Христе. Эти собрания имели большой успех: люди не помещались в нескольких комнатах и стояли на лестнице и на крыльце. Следствием такой востребованности Терстегена стала его обширная пастырская переписка. В письмах он часто излагал резюме своих мыслей в поэтической форме. Из этих духовных стихотворений составилась его главная поэтическая книга «Das geistliche Blumengartlein inniger Seelen» («Духовный цветник глубин сердечных», 1729). Она многократно переиздавалась при жизни автора, постоянно пополняясь всё новыми поэтическими сочинениями. По характеру поэзия Терстегена близка к произведениям Ангелуса Силезиуса. Духовные песни и стихотворения Терстегена приобрели огромную популярность, в XIX веке многие из них были включены в Gesangbuch’и (сборники гимнов и песнопений, используемых за богослужением) Евангелической Церкви.
Следующая книга Терстегена — снова переводная: Фома Кемпийский, «О подражании Христу» (1730). Терстеген перевёл три первые части этого знаменитого трактата, опустив четвёртую, посвящённую Таинству св. Причащения.
Затем последовала самая объёмная книга Терстегена — трёхтомник «Избранные жизнеописания святых душ» (католических святых: Терезы Авильской, Иоанна Креста и др.), над которым он работал десять лет (1733—1743). За этот труд Терстеген подвергался упрёкам в «тайном католицизме».
В 1735 г. Терстеген подготовил к печати и издал сборник небольших трактатов «Weg der Wahrheit» («Путь Истины»). Сборник содержит наиболее важные для понимания пастырского богословия Терстегена тексты: что такое истинная мистика, как читать Священное Писание и др. При жизни Терстегена книга, редактируемая и пополняемая автором, выдержала четыре издания
В 1740 г. правительство Дюссельдорфа наложило запрет на все внебогослужебные собрания в Рейнской области. Беседы в доме Терстегена прекратились. Он стал чаще ездить в Голландию, результатом чего явилась изданный после его смерти (1772) сборник душепопечительских писем на голландском языке (немецкий перевод 1836 г.)
В 1750 г. запрет на домашние собрания был снят. Пастырские беседы в доме Терстегена возобновились, и теперь его речи стали за ним записываться. Некоторые из этих речей Терстеген обработал сам, и в 1769 г. началось их издание под названием «Geistliche Brosamen, von des Herrn Tisch gefallen» («Духовные крохи со стола Господня»), первый вариант которого автор успел просмотреть.
В 1751 г. Терстеген издал перевод книги Мадам Гюйон «Святая любовь Божия и падшая любовь естества» («Die heilige Liebe Gottes, und die unheilige Natur-Liebe»).
В 1762 г. был написан и издан уже упомянутый выше отзыв на сочинения Фридриха Великого «Мысли о сочинениях философа из Сан-Суси».
В 1767 г. Терстеген издал сборник переводов небольших мистических трактатов «Жемчужное ожерелье для детей Божиих» («Kleine Perlen-Schnur — für die Kleinen nur»).
Последнее сочинение Терстегена — также уже упомянутое «Завещание» («Des seligen Gerhard Tersteegens hinterlassene Erklärung seines Sinnes, seinem Testamente beigelegt», 1769), вышедшее уже после смерти автора.
После кончины Терстегена были собраны и изданы в четырёх томах его письма («Geistliche und erbaulife Briefe») 1773—1775, а в 1842 г. последовало издание некоторых его дотоле ненапечатанных небольших статей («Gerhard Tersteegens nachgelassene Aufsätze und Abhandlungen») и Катехизиса («Unparteiischer Abriß christlicher Grundwahrheiten»).
Сочинения Терстегена пользовались и до сих пор пользуются большой популярностью. Они неоднократно переиздавались в продолжение XIX и XX вв. С 1978 г. в гёттингенском издательстве Vandenhoek & Ruprecht в серии «Тексты к изучению истории пиетизма» стало выходить академическое Собрание сочинений Терстегена. До настоящего времени издано 4 тома: Духовные речи (ранее называвшиеся «Geistliche Brosamen»), Письма на голландском языке и два тома Писем («Geistliche und erbaulife Briefe»).

## Переводы на русский язык
- Герхард Терстеген — Путь истины. Предисловие, перевод с немецкого игумена Петра (Мещеринова). — Москва : Эксмо, 2018. — 488, [1] с. : факс.; 25 см. — (Сокровищница мирового христианства).; ISBN 978-5-699-95132-1 : 2000 экз.
- Герхард Терстеген. Жизнеописание. Избранные письма. Предисловие, перевод с немецкого игумена Петра (Мещеринова). — Москва : Практика, 2022. — 512 с. ISBN 978-5-89816-189-7 : 2000 экз.

На портале Богослов.ру (http://bogoslov.ru/person/5089899) опубликованы все трактаты из главного труда Терстегена «Путь истины».

## Известность
Сочинения Терстегена высоко ценил Сёрен Кьеркегор. Гимны Терстегена были чрезвычайно распространёнными в Германии, цитатами из них обменивались как пословицами. Несколько гимнов перевёл на английский язык Джон Уэсли, они стали популярными в среде методистов; позднее на один из них Thou hidden love написал музыку Чарлз Айвз. Духовные песнопения Терстегена исполнялись в среде меннонитов, в том числе — российских.
Одно из стихотворений Терстегена Ich bete an die Macht der Liebe было позднее подложено под известную в Германии музыку Дмитрия Бортнянского к гимну «Коль славен наш Господь в Сионе» (слова М. Хераскова) и получило новую популярность: в хоровом исполнении оно сопровождает заключительную часть торжественного церемониала Großer Zapfenstreich в германской армии (см.: ).
Хоровые сочинения на стихи Терстегена писали австрийский композитор Генрих фон Херцогенберг, современный немецкий композитор Тило Медек и др.